# Artesanía en crin de Rari

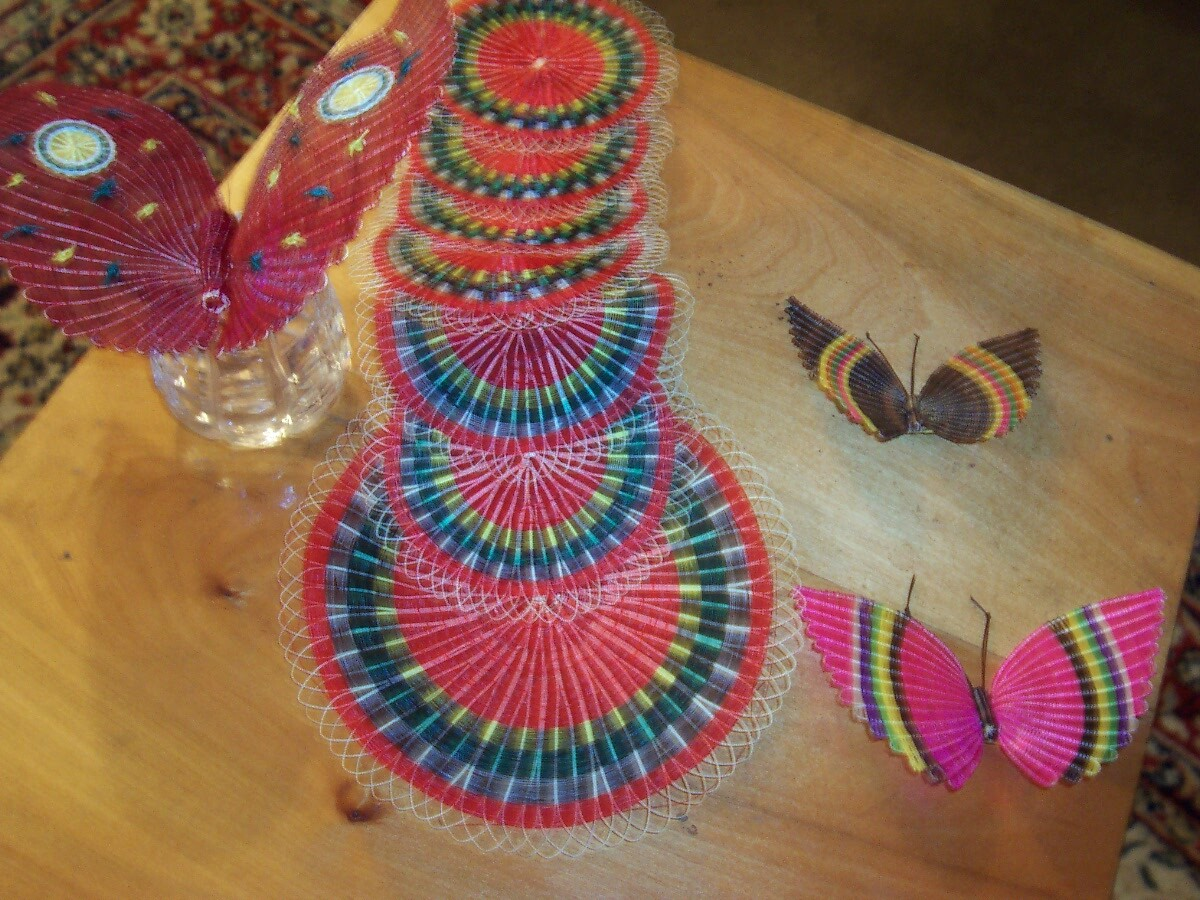
Piezas de artesanía de Rari elaboradas con crin.

La artesanía en crin de Rari es una técnica tradicional de tejido que utiliza el crin, y que ha tenido su desarrollo en la localidad chilena de Rari, en la región del Maule. Los principales elementos fabricados en crin son objetos ornamentales, tales como miniaturas de figuras humanas, mariposas, flores y elementos circulares, los cuales poseen colores vistosos y sus dimensiones pueden variar entre los 7 mm y los 12 cm de altura. La cestería en crin de Rari es considerado parte del patrimonio cultural inmaterial de Chile y sus cultoras fueron declaradas Tesoro Humano Vivo en 2010.

## Historia
Los habitantes de Rari señalan que la tradición textil del lugar se remonta al siglo XVIII y que ésta se ha prolongado durante varias generaciones. Margarita Fuentes señala que el origen de la cestería en Rari proviene de unas monjas que habitaban el sector y que comenzaron a tejer las raíces de los álamos, llamadas «huiras», mientras que otras señalan que las «huiras» correspondían a las raíces y tallos de maíz y que posteriormente también se adoptó dicha palabra para referirse a las artesanas que trabajaban con aquel material.
Luego de la incorporación del crin de caballo a la elaboración de las artesanías —especialmente para el desarrollo del entramado—, alrededor de 1917 se comenzó a utilizar también el ixtle para la urdiembre.
En 1998 surge en Rari el grupo Maestra Madre, primera agrupación de artesanas y que lograría reconocimiento a nivel nacional. Dicho éxito generaría que en 2000 surge la primera agrupación de artesanías en crin de Panimávida.
En 2010 el grupo de tejedoras en crin de Rari fue declarado Tesoro Humano Vivo por el Consejo Nacional de la Cultura y las Artes y la Unesco. Posteriormente, en 2015 la localidad de Rari fue declarada «Ciudad Artesanal del Mundo» por World Crafts Council. En octubre de 2018 el Instituto Nacional de Propiedad Industrial (Inapi) le otorgó a la artesanía de Rari el Sello de Origen, como una forma de proteger y potenciar la actividad.

## Elaboración

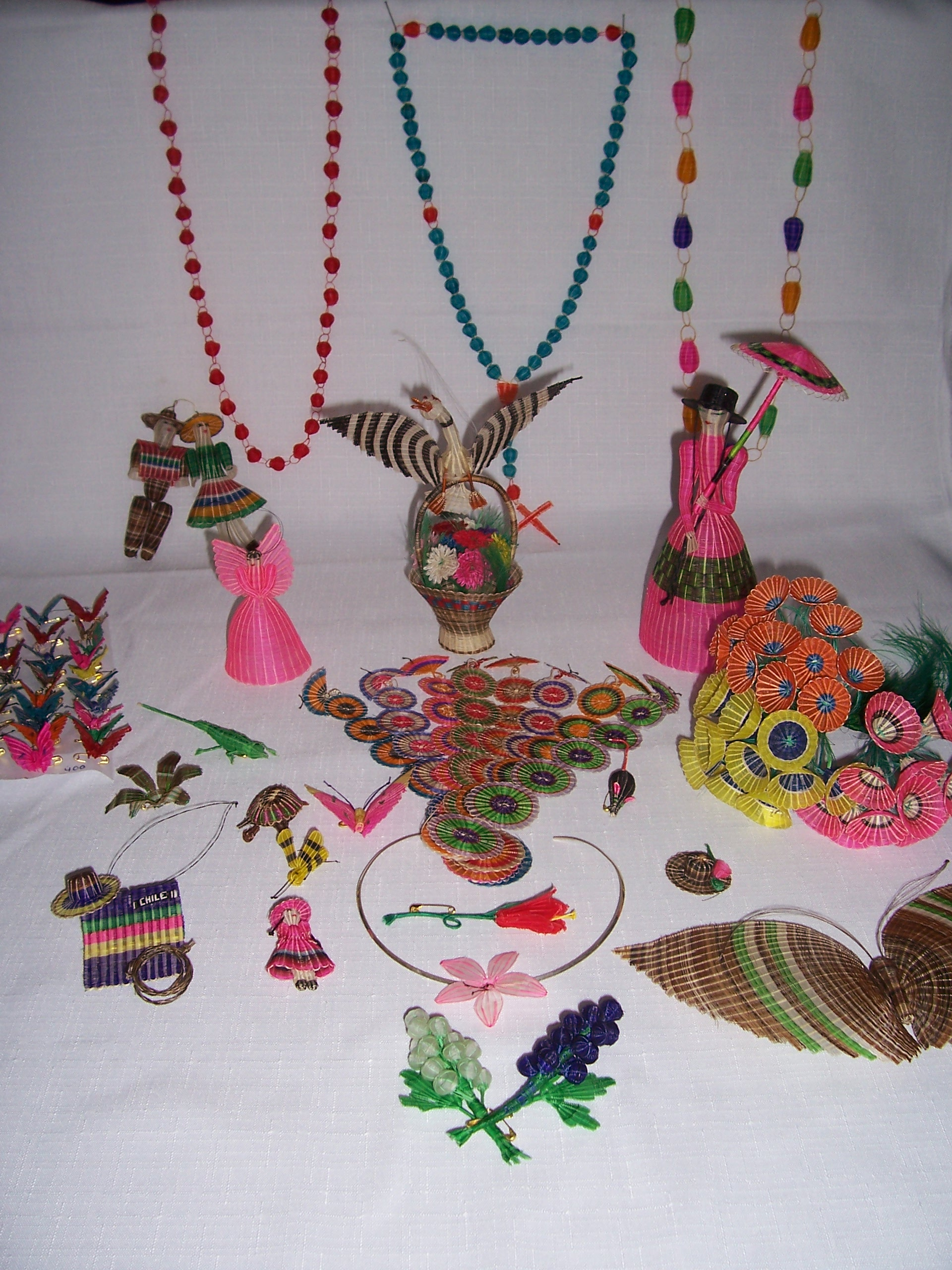
Artesanías elaboradas en crin.

Antes de iniciar la fabricación de una pieza de artesanía de Rari, el crin es desgrasado mediante sucesivos lavados con detergente. Posteriormente algunas fibras son blanquedas y luego teñidas con anilinas, mientras que otras pueden ser utilizadas con sus tonos naturales.
Posterior a la selección de las fibras que se utilizarán, se realiza la urdiembre que consiste en la elaboración de la estructura básica sobre la cual se realizará el tejido de las fibras, que se lleva a cabo de manera completamente manual y en el cual las fibras de crin se entrelazan a través de la fibra vegetal previamente urdida. Para finalizar el proceso de tejido se realiza el sumido, mediante el cual se aseguran las hebras de crin para que la figura no se desarme; esta acción se realiza con la fibra vegetal más la ayuda de una aguja.
Existen algunas artesanías que requieren elementos de mayor complejidad, como por ejemplo los brazos en miniaturas de figuras humanas, y en los cuales se realiza una acción adicional llamada «embarrilado», en la cual un conjunto de fibras vegetales es envuelto con hebras de crin, a fin de generar una fibra más gruesa y colorida.